# 汉阳县 (西汉)
汉阳县，西汉时以夜郎所置县。在今贵州省毕节市境:21。
建元六年（前135年），汉朝政府以广汉郡南部和夜郎国地置犍为郡。犍为郡辖县中的四县——汉阳县、𨚲䣕縣、朱提縣、堂琅縣，即是以“夜郎”和“夜郎旁小邑”新设县。现代研究者指，在今贵州省毕节市下属的威宁彝族回族苗族自治县、赫章县境内:21。
由于夜郎所在西南夷反复叛乱的现实。汉武帝改变统治方式，“罢西夷，独置南夷夜郎两县一都尉，稍令犍为自葆就”。有作者指出此处的“南夷夜郎两县”，不能理解为“南夷县”和“夜郎县”。日后，汉朝政府平定南夷设立牂柯郡。“南夷夜郎两县一都尉”中“两县”当指汉阳县、朱提縣。东汉永初元年（107年）以为犍为属国都尉，别领二城：朱提、汉阳:22—23。建安年间，刘备入主四川，设朱提郡，汉阳县为其属县，有汉水，入延江。南梁时废。